# 大和市立西鶴間小学校
神奈川県大和市立西鶴間小学校（やまとしりつにしつるましょうがっこう）とは、神奈川県大和市にある小学校である。

## 通学地域
- 上草柳の一部
- 下鶴間の一部
- 西鶴間1丁目 - 2丁目 6丁目 - 8丁目
- 南林間1丁目、4丁目、6丁目

## 進学先
- 大和市立大和中学校
- 大和市立南林間中学校
- 横浜隼人中学校・高等学校
- 聖セシリア女子中学校・高等学校
- 横浜中学校・高等学校
- 神奈川県立相模原中等教育学校
- 慶應義塾中等部

## 概要
1966年に開校。大和市北部の西鶴間2丁目に位置し、校内には全国的にも珍しい松林があることで全国で有名である。

### 校名の由来
大和市西鶴間に位置し地名から取った。

## 年表
- 1966年4月1日 - 林間小学校地区から分離する形で開校。
- 1972年4月12日 - 校歌・校旗発表会
- 1980年6月 - 愛鳥モデル校に指定。
- 1987年1月 - 岩石園（岩石観察場 兼 流水実験場）